# Joaquim Gonzàlez Caturla
Joaquim Gonzalez Caturla (Alacant, 1951) és un escriptor en llengua catalana i ha estat catedràtic de Llengua i Literatura en diversos Instituts de la seua ciutat. Recentment jubilat, continua la seua activitat literària i col·labora activament amb el voluntariat per la llengua, amb Escola Valenciana i amb l'Aula de conversa de l'IEC a Alacant.

## Recopilador
Ha fet un important treball com a recopilador de la rondallística valenciana en seguir les passes d'Enric Valor. El nombre de rondalles arreplegades i versionades per Joaquim González és de 68 i és considerat com un dels principals recopiladors valencians. Fou a mitjans dels anys vuitanta que va sentir-se atret per la literatura de tradició oral. Fruit d'aquest interès van ser els llibres Rondalles de l'Alacantí (1985) i Rondalles del Baix Vinalopó (1987).

## Escriptor
Tot seguit, es dedicà a escriure llibres de literatura infantil i juvenil, alguns dels quals han tingut una àmplia ressonància dins aquest sector, com ara Tot l'estiu per davant (1992), amb vint-i-huit edicions actualment, Julieta i el caragol màgic (1993), Premi Empar de Lanuza, Mirant la lluna (2001), Premi Bancaixa de Literatura juvenil, i altres títols com Un estiu amb Flora (1989), La cova del llop marí (1989), La penya dels pirates (1998) i Les bruixes del Cabeçó d'Or (1999). Ha publicat també un relat basat en una llegenda alacantina, La cara del moro d'Alacant (2014), dins una col·laboració entre l'Editorial Bromera i els diaris Levante i Información. L'any 2018 ha publicat El dia del miracle, relat que arreplega una llegenda de Santa Pola i un llibre infantil, Nuvolet. Cal afegir-hi que les Rondalles de l'Alacantí i les Rondalles del Baix Vinalopó s'estan publicant actualment per l'Editorial Tàndem en cinc volums diferents atenent la temàtica que tracten (costumista, fantasia, animals personificats, tema religiós...).
Paral·lelament, ha conreat la literatura per a adults en llibres de relats breus com ara Els colors de la solitud (1995), Les quatre edats d'Eros (1995), aquest últim Premi de Narrativa eròtica La vall d'Albaida. Uns anys més tard, publica La casa de les flors (1998), Premi de narrativa Enric Valor; més endavant L'home de l'estació (2005), Premi Ciutat de Xàtiva i Premi de la Crítica dels escriptors valencians de 2006. Amb posterioritat, va guanyar el Premi de narrativa Antoni Bru, dins els Premis literaris Ciutat d'Elx 2009, amb la novel·la Els ulls del gos (2010). L'any 2014 va publicar la novel·la, El regne de la calúmnia (2014).
A banda d'aquesta producció, Joaquim G. Caturla té publicats dos relats eròtics en el recull d'autors diversos Microsexe. Ed. Oikos, 1998 (Matí de platja i Còctel). També ha publicat relats breus en diaris com ara La verdad (Aquell blau brut, 2004) o El País (Un ram de flors, 2005); així mateix, ha col·laborat amb relats breus amb la publicació anual El calendari dels brillants (relats com ara Rondalla de la creació del vi i el Conte de la Caputxeta desnonadeta i el llop insaciable). També és autor d'articles sobre la premsa periòdica de finals del segle xix fins a la Guerra Civil, a la Revista de Catalunya i d'altres en revistes com ara Migjorn i Graó. Per acabar, cal ressenyar que ha fet una edició del Llibre de les bèsties de Ramon Llull per a l'Editorial Aguaclara i que és coautor del llibre Història de la vida quotidiana (1998), en què es tracten diversos aspectes de la realitat valenciana com l'aigua, el paisatge, les comunicacions, les festes…
Algunes de les Rondalles de l'Alacantí han estat traduïdes a l'espanyol i Tot l'estiu per davant, al gallec.

## Publicacions
1. Rondalles de l'Alacantí (1985). Ed. Marfil
2. Rondalles del Baix Vinalopó (1987). Ed. Marfil
3. Un estiu amb Flora (1989). Publicacions Caixa d'Estalvis Provincial d'Alacant
4. La cova del llop marí (1989). Conselleria de Cultura, Educació i Ciència
5. Tot l'estiu per davant (1992). Ed. Bromera
6. Julieta i el caragol màgic (1993). Ed. Institut Municipal de Cultura de Meliana. Premi “Empar de Lanuza” de Meliana[cal citació]
7. Els colors de la solitud (1995). Ed. Bromera * Dins aquest recull, el relat Un llimoner és Premi “Felipe Ramis” de La Vila Joiosa[cal citació] i Contestador automàtic és Premi “Vila de Mislata”[cal citació]
8. Les quatre edats d'Eros (1995). Premi de Literatura Eròtica de la Vall d'Albaida
9. La penya dels pirates (1998). Ed. Bromera
10. Històries de la vida quotidiana (1998) (coautor amb Xaro Cabrera). Ed. Bromera
11. La casa de les flors (1999). Ed. Bromera. Premi de Novel·la “Enric Valor” d'Alacant[cal citació]
12. Les bruixes del Cabeçó d'Or (1999). Ed. Abril Prodidacta
13. Mirant la lluna (2001). Ed. Bromera. Premi Bancaixa de narrativa juvenil
14. L'home de l'estació (2005). Ed. Bromera. Premi de Narrativa “Blai Bellver” de Xàtiva. Premi de la Crítica dels Escriptors Valencians[cal citació]
15. Els ulls del gos (2010). Ed. Tres i Quatre. Premi de Narrativa “Antoni Bru” d'Elx
16. El regne de la calúmnia (2014). Ed. Tres i Quatre
17. La cara del moro d'Alacant (2014). Ed. Bromera
18. L'estreleta d'or i altres rondalles fantàstiques (2016). Ed. Tàndem
19. Les bacores del rei i altres rondalles de costums (2016). Ed. Tàndem
20. La flor del lliri blau i altres rondalles fantàstiques (2017). Ed. Tàndem
21. El dia del miracle (2018). Ed. Institut Alacantí de Cultura Juan Gil-Albert
22. Nuvolet (2018). Ed. Bromera